# McCallum-Regel
Die McCallum-Regel ist ein Leitfaden für die Entwicklung der Geldpolitik, der von dem Ökonomen Bennett T. McCallum Ende des 20. Jahrhunderts entwickelt wurde. Die McCallum-Regel beschreibt, wie die Inflation eines Landes und der Gesamtbetrag seiner Geldbasis zusammenhängen.
Basierend auf dem Ansatz von Milton Friedman entwickelte Bennett McCallum eine Regel, die zusätzlich noch die Entwicklung der Umlaufgeschwindigkeit berücksichtigt. Da die Zentralbank nur direkte Kontrolle über das Zentralbankgeld hat, verwendet er nur dieses Geldmengenaggregat in seiner Gleichung (Zentralbankgeldmenge=ZBG)
McCallum legt seinen Überlegungen genau wie Friedman die Quantitätstheorie zugrunde:
(1.0) M×V=P×Y 
Mit M=Geldmenge, V=Umlaufgeschwindigkeit, P= Preisniveau, Y=reales Sozialprodukt
Drückt man diese Identität (1.0) in Wachstumsraten aus und löst nach ∆M auf, erhält man:
(1.1) ∆M= π+∆Y-∆V_M
(P) wird zu (π), da die Veränderung des Preisniveaus der Inflation entspricht. Beachtet man jetzt noch das richtige Geldmengenaggregat folgt:
(1.2) ∆ZBG= π+∆Y-∆V_ZBG
Drückt man den Geld(schöpfungs)multiplikator als Wachstumsraten aus, ergibt sich:
(1.3) ∆M=∆m+∆ZBG 
Setzt man (1.1) und (1.2) in (1.3) folgt:
(1.4)   π+∆Y-∆V_M=∆m+ π+∆Y-∆V_ZBG  
```
                          -∆V_M=∆m-∆V_ZBG
                          ∆V_ZBG=∆V_M+ ∆m 	bzw:
```

(1.5) π+∆Y-∆V_M= ∆m+π+∆Y-∆V_ZBG
Als Zielwerte wählt McCallum für die Inflation 0 %, für die reale Entwicklung 3 % (langfristiges Durchschnittswachstum der USA). Der Zielwert für das nominelle BNE ist dann 0,74 % für das Quartal. Somit kann der Zielwert für die monetäre Basis definiert werden: 
Werte in (1.2) ∆ZBG= 0,0074-∆V_ZBG
Für die Umlaufgeschwindigkeit der Geldbasis wird der Durchschnittswert der letzten 16 Quartale benutzt.
```
(1.6)∆ZBG= 0,0074-1/(16 ) ∑_(i=1)^16▒〖∆V_(ZBG,t-i) 〗
```

Als letzten Schritt wird die Formel um eine antizyklische Komponente ergänzt. Diese wird durch die Differenz der tatsächlichen Wachstumsrate des BNEs der Vorperiode (Y_(t-1)^N)
und dem Zielwert für das nominelle Wachstum (Y^(N*)) ausgedrückt. 
(1.6) ∆ZBG= 0,0074-1/(16 ) ∑_(i=1)^16▒〖∆V_(ZBG,t-i) 〗+ λ∙(ln〖 Y〗^(N*)-ln〖 Y〗_(t-1)^N)
λ= Anpassungsgeschwindigkeit der Geldpolitik (für die USA 0,25)
Daraus lässt sich für die Zentralbank folgende Handlungsempfehlung ableiten:
Wenn der Wert des nominellen BNE in der Vorperiode unter seinem Trendwert liegt, sollte die Wachstumsrate der monetären Basis erhöht werden, und umgekehrt.